# 시우정
"시우정"(是友情: This Friendship)은 한국에서 제작된 김도산 감독의 1919년 영화이다. 김도산 등이 주연으로 출연하였고 박승필 등이 제작에 참여하였다.

## 출연

### 주연
- 김도산
- 신극좌